# Дютойтспан

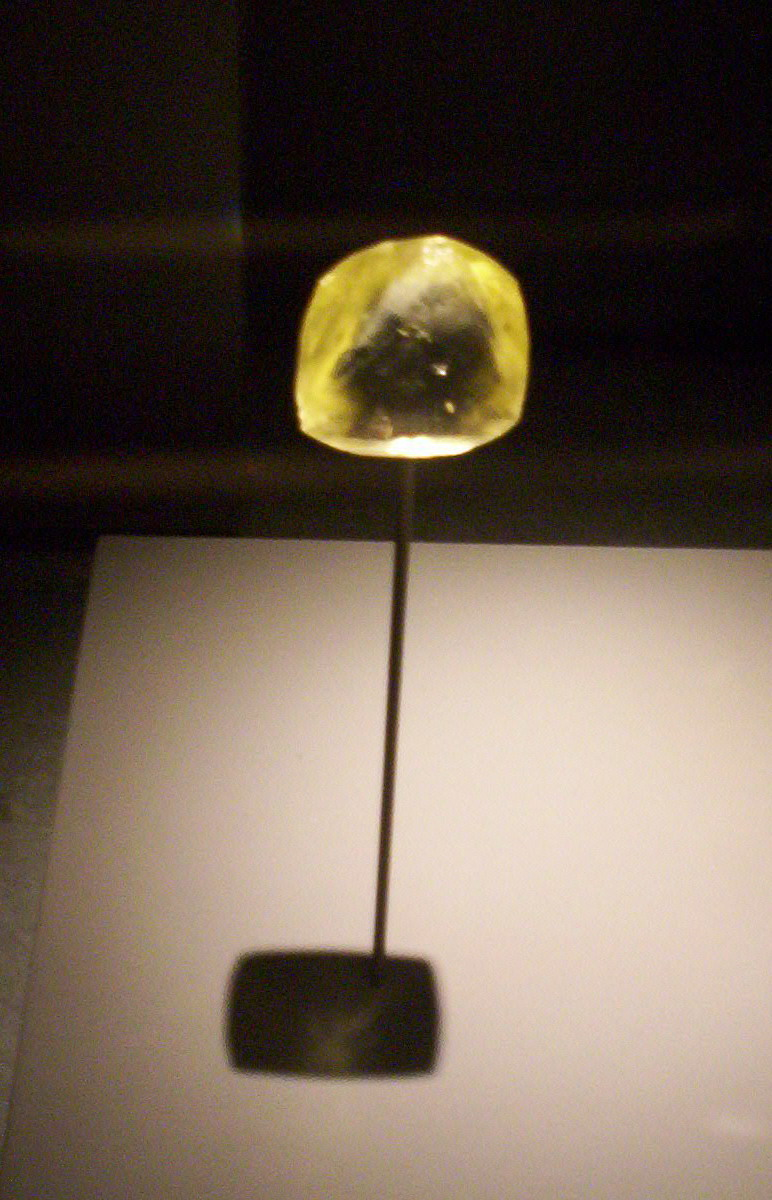

Дютойтспан (или Оппенгеймер) — крупный алмаз, весил 253,7 карата.
Был обнаружен в 1964 году в Южной Африке, на руднике Дютойтспан, в Кимберли. Он представлял собой бледно-желтый октаэдр, имеющий размер 3,8х 3,2 см. Этот алмаз был приобретён Г. Уинстоном, который подарил его Смитсоновскому институту для мемориала Эрнесту Оппенгеймеру.

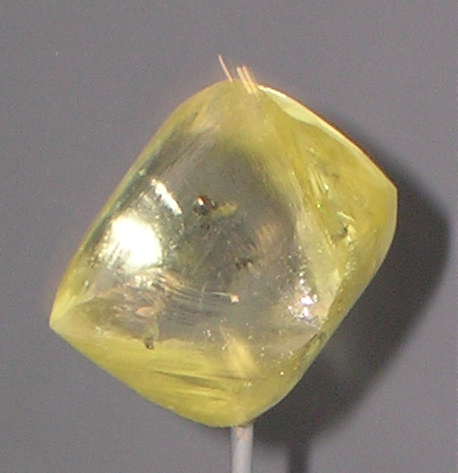
Алмаз Оппенгеймера
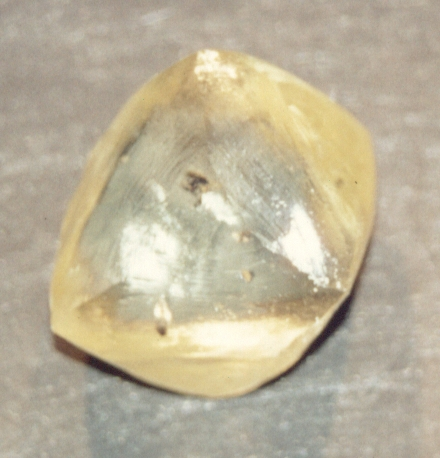